# Sheyla Hershey
Sheyla Almeida Hershey (São Mateus, Espírito Santo, 19 de dezembro de 1979) é uma modelo e designer de moda brasileira que reside, desde 2002, em Houston, Texas, Estados Unidos.

## Biografia
Sheyla nasceu em São Mateus, no extremo norte do Espírito Santo mas viveu por muitos anos em Vitória, capital do estado. Foi considerada a mulher com as maiores próteses de silicone do mundo, com 3,5 litros de silicone em cada mama, enquanto os maiores seios naturais eram atribuídos a Annie Hawkins-Turner, também conhecida como Norma Stitz, uma stripper e artista pornô. Sheyla, no dia 16 de julho de 2010 sofreu complicações com sua última cirurgia plástica, adquirindo na mesma uma bactéria hospitalar (estafilococo), na qual Sheyla além de ter tido de tirar as suas próteses e a própria mama, correu risco de morte.
Fez sua primeira cirurgia aos vinte anos. Em 2011, já tinha feito mais de vinte operações, sendo nove apenas para aumentar seus seios.
Sheyla é bipolar e, em 14 de fevereiro de 2011, com depressão, tentou se matar com uma superdose de medicamentos. Depois de quatro dias de coma, falou, em entrevista ao jornal The Sun, que iria recolocar próteses de silicone em seus seios.

### Família
Até 2011, era casada com um engenheiro estadunidense chamado Derik Hershey e tinha dois filhos com ele, Victória Nicole e Victor Hugo.